# Radical Optimism
Radical Optimism — третій студійний альбом британської співачки Дуа Ліпи, що вийшов 3 травня 2024 на лейблі Warner Records. Її перший повноформатний студійний альбом за 4 роки з моменту виходу у 2020 році альбому «Future Nostalgia». З альбому вийшли сингли «Houdini», «Training Season» та «Illusion».

## Список композицій
| Список треків «Radical Optimism» | Список треків «Radical Optimism» | Список треків «Radical Optimism» | Список треків «Radical Optimism»                                                                    | Список треків «Radical Optimism» | Список треків «Radical Optimism» |
| #                                | Назва                            | Автор слів                       | Автор музики                                                                                        | Продюсери                        | Тривалість                       |
| -------------------------------- | -------------------------------- | -------------------------------- | --------------------------------------------------------------------------------------------------- | -------------------------------- | -------------------------------- |
| 1.                               | «End of an Era»                  |                                  | |                                  | 3:16                             |
| 2.                               | «Houdini»                        | Дуа Ліпа Керолайн Ейлін          | Денні Гарль Тобіас Джессо-молодший Кевін Паркер                                                     | Гарль Паркер                     | 3:06                             |
| 3.                               | «Training Season»                | Ліпа Ейлін                       | Стів Франсіс Річард Мастроянні Шон Франк Нік Гейл Яаков Грузман Гарль Джессо Паркер Мартіна Сорбара | Гарль Паркер                     | 3:29                             |
| 4.                               | «These Walls»                    |                                  | |                                  | 3:37                             |
| 5.                               | «Whatcha Doing»                  |                                  | |                                  | 3:18                             |
| 6.                               | «French Exit»                    |                                  | |                                  | 3:21                             |
| 7.                               | «Illusion»                       | Ліпа Ейлін                       | Гарль Джессо Паркер                                                                                 | Гарль Паркер                     | 3:08                             |
| 8.                               | «Falling Forever»                |                                  | |                                  | 3:43                             |
| 9.                               | «Anything for Love»              |                                  | |                                  | 2:21                             |
| 10.                              | «Maria»                          |                                  | |                                  | 3:07                             |
| 11.                              | «Happy for You»                  |                                  | |                                  | 4:05                             |
| 36:31                            |                                  |                                  | |                                  |                                  |

## Відгуки
«Radical Optimism» отримав загалом схвальні відгуки музичних критиків. У Metacritic, який призначає нормалізований рейтинг зі 100 рецензіям від основних видань, альбом отримав середню оцінку 72 на основі 14 рецензій.
Пишучи для Evening Standard, Ель Гань каже, що «Radical Optimism може похвалитися деякими справжніми перлинами танцювальної попмузики, які посідають перше місце в її творчості», але додає, що це «трохи половинчастий експеримент». У Financial Times зазначили, що «тут багато сценічних шарів і ефектів, але пісні мають такий же простий грув». Алексіс Петрідіс із The Guardian заявив, що «це добре зроблений альбом із масовою привабливістю, і, звичайно, немає закону про те, що попмузика має бути глибокою. Але прикметник у його назві, безумовно, не підходить».
Ліза Райт з DIY зауважила, що «на її довгоочікуваному третьому альбомі є багато залитого сонцем звукового оптимізму, але не настільки радикального».
У The Line of Best Fit Клер Біддлс сказала: «У своїх танцювально-поп-синглах вона [Дуа] довела, що може виконувати «поп» партію, але «зірки» все ще бракує». Пишучи для NME, Томас Сміт зауважив, що «можливо, несправедливо тримати Ліпу надто сильно проти того, що могло б бути надто буквальним коментарем у профілі, але Radical Optimism не пропонує нічого іншого, за що можна зачепитися».

## Чарти

### Тижневі
| Чарт (2024)                              | Позиція |
| ---------------------------------------- | ------- |
| Argentine Albums (CAPIF)                 | 2       |
| Australian Albums (ARIA)                 | 2       |
| Austrian Albums (Ö3 Austria)             | 1       |
| Belgian Albums (Ultratop Flanders)       | 2       |
| Belgian Albums (Ultratop Wallonia)       | 1       |
| Canadian Albums (Billboard)              | 3       |
| Croatian International Albums (HDU)      | 1       |
| Czech Albums (ČNS IFPI)                  | 5       |
| Danish Albums (Hitlisten)                | 6       |
| Dutch Albums (Album Top 100)             | 1       |
| Finnish Albums (Suomen virallinen lista) | 3       |
| French Albums (SNEP)                     | 1       |
| German Albums (Offizielle Top 100)       | 3       |
| Hungarian Albums (MAHASZ)                | 1       |
| Icelandic Albums (Plötutíðindi)          | 13      |
| Irish Albums (OCC)                       | 2       |
| Italian Albums (FIMI)                    | 2       |
| Japanese Albums (Oricon)                 | 17      |
| Japanese Combined Albums (Oricon)        | 21      |
| Japanese Hot Albums (Billboard Japan)    | 14      |
| Lithuanian Albums (AGATA)                | 3       |
| New Zealand Albums (RMNZ)                | 2       |
| Norwegian Albums (VG-lista)              | 3       |
| Polish Albums (ZPAV)                     | 1       |
| Portuguese Albums (AFP)                  | 1       |
| Scottish Albums (OCC)                    | 1       |
| Slovak Albums (ČNS IFPI)                 | 4       |
| Spanish Albums (PROMUSICAE)              | 1       |
| Swedish Albums (Sverigetopplistan)       | 4       |
| Swiss Albums (Schweizer Hitparade)       | 2       |
| Swiss Albums (Romandie)                  | 1       |
| UK Albums (OCC)                          | 1       |
| US Billboard 200                         | 2       |

### Місячні
| Чарт (2024)              | Позиція |
| ------------------------ | ------- |
| Japanese Albums (Oricon) | 47      |

## Сертифікації
| Регіон                                                      | Сертифікація | Продажі |
| ----------------------------------------------------------- | ------------ | ------- |
| Канада (Music Canada)                                       | Золотий      | 40 000  |
| Велика Британія (BPI)                                       | Срібний      | 60 000  |
| продажі+прослуховування, що базуються лише на сертифікаціях |              |         |